# 斧

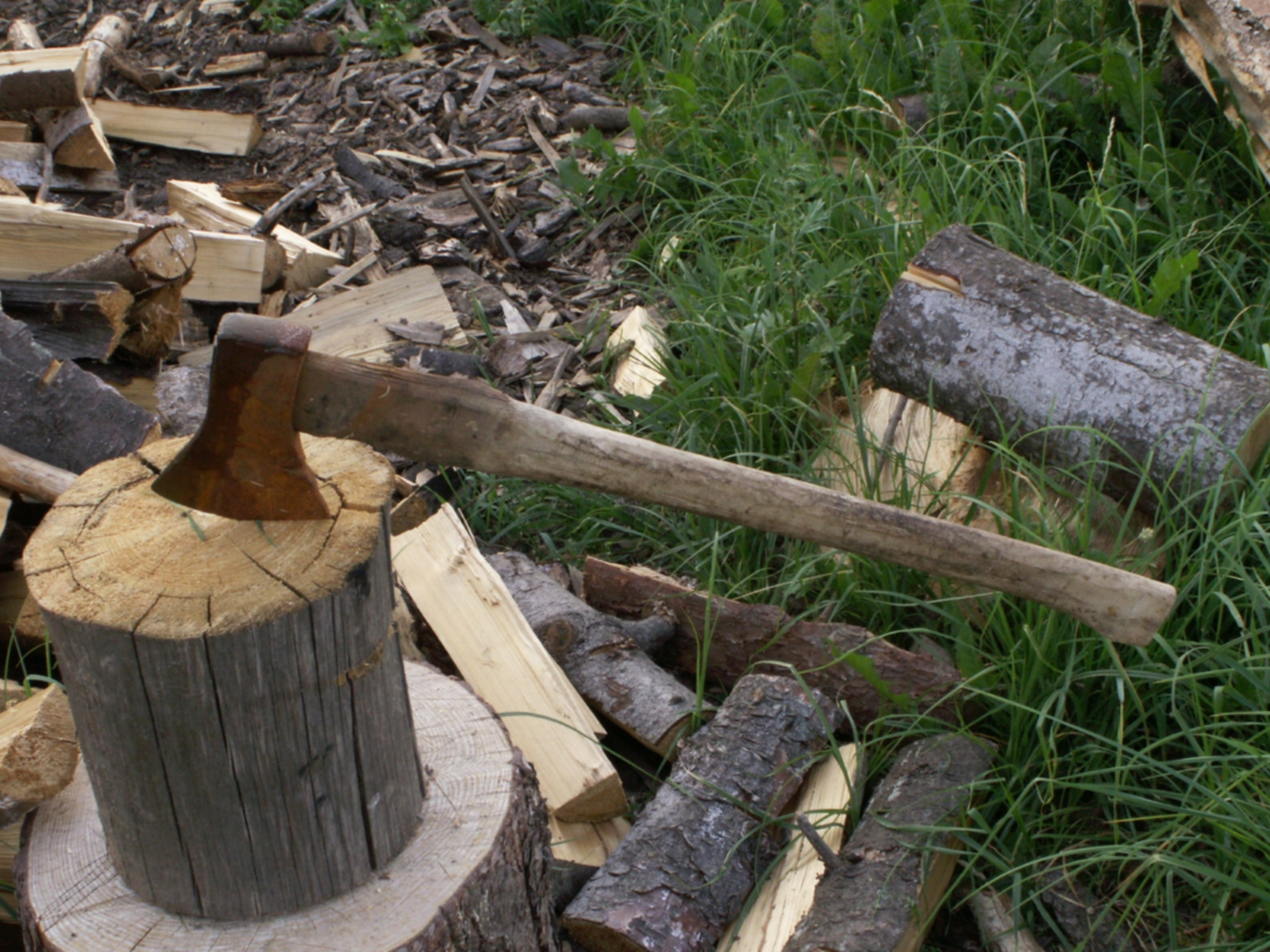
斧

斧，又称斧头、戚，是由一根木棍把手接着一块梯形刀片所构成的工具，主要用于伐木（包括砍树、劈柴）和割草用，亦用于狩猎和战斗。也是一种斩击类型武器，由日常生活道具发展成，本身重心在离握柄较远的斧头上，主要以其斧刃击中目标造成伤害。根据形状，又可分板斧、半月斧、钩斧、登船斧、

## 原理
斧是利用槓桿原理和冲量等于动量的改变量原理來運作的。

## 结构
斧的结构基本分为斧柄和斧头，其中柄的材料通常是木制，而斧柄末端少数有斧尾或握柄。而斧头的部分其最大特征为其斧刃，若无刃就类似于锤。而斧头连接斧柄的部分有些会有柄舌，可减少斧头被切离柄部的几率。

## 用途

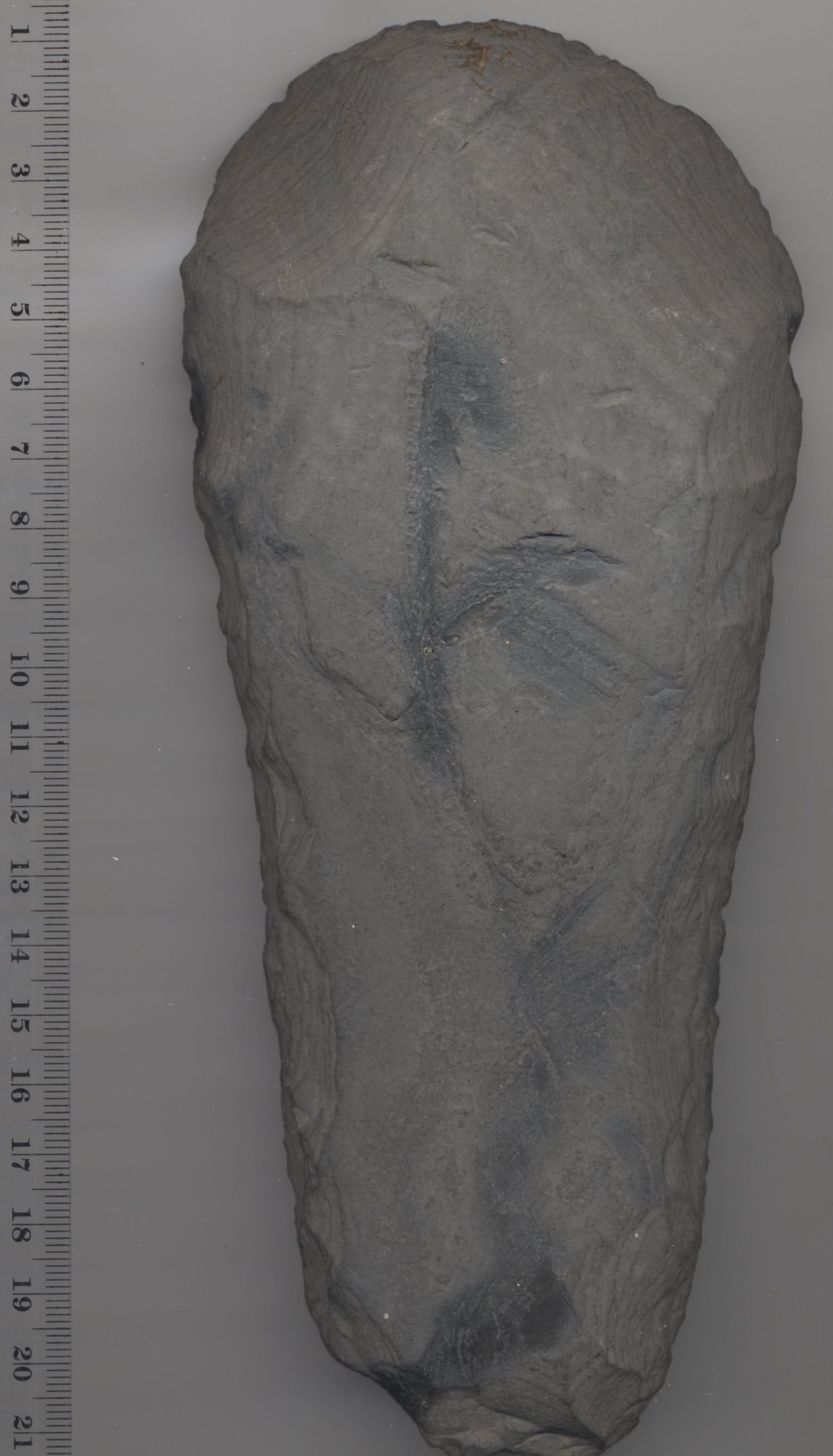
石斧

自石器時代就已有斧，並且被人類在戰爭中頻繁使用。
在民用方面，斧头通常用以砍伐樹木，也可以用做木工工具，砍削一些粗大的部件。
斧头也是消防员的常规装备，是劈开诸如门窗等救援障碍物的有效工具。
在格鬥、狩獵中，斧都有很強的近距離戰鬥力。是給人強烈的粗暴感观的砍擊兵器。除了近战格斗，一些特制的斧头还可以用以投掷。在古代，装备战斧的军队往往能够轻易击败使用刀剑的敌军。

## 斧分類
- 投斧：可用來投擲目標。
- 戰斧：長柄、專門用來戰鬥的斧，如：斧槍（halberd）、長柄斧（pollaxe）。
- 钉头槌：[2]
- 手斧：人类最早的工具，把一块石头小心地敲击出锋利的边缘而制成。
- 短斧（Hatchet）
- 鉞、揚：大型化的斧。

## 參看
- 鉞
- 鎚
- 鋸
- 工具

## 延伸阅读
[在维基数据编辑]
 《欽定古今圖書集成·經濟彙編·戎政典·斧鉞部》，出自陈梦雷《古今圖書集成》